# Артемьев, Тимофей Никифорович
Тимофе́й Ники́форович Арте́мьев (3 [16] июля 1912 года — 6 апреля 1945 года) — советский офицер, участник советско-финской и Великой Отечественной войн, командир 198-го гвардейского стрелкового полка 68-й гвардейской стрелковой дивизии 40-й армии Воронежского фронта, гвардии майор.
Герой Советского Союза (23 октября 1943), гвардии подполковник.

## Биография
Родился 3 (16) июля 1912 года в деревне Медвежья Гора Повенецкого уезда Олонецкой губернии, ныне урочише на территории Чёбинского сельского поселения Межвежьегорского района Республики Карелия, в крестьянской семье. Карел. Окончив в 1928 году 7-летнюю школу в селе Покровское Медвежьегорского района, работал лесорубом и сплавщиком. В 1931—1933 годах учился в Петрозаводском педагогическом техникуме, а по его окончании, работал там же учителем физкультуры.
Призван в ряды Красной армии Петрозаводским горвоенкоматом в 1934 году, и направлен в 18-ю стрелковую дивизию Ленинградского военного округа. В 1938 году окончил курсы младших лейтенантов. Участник советско-финской войны 1939—1940 годов.
Начало Великой Отечественной войны старший лейтенант Артемьев Т. Н. встретил на штабной должности одной из стрелковых частей, дислоцированных в Белорусской ССР. С войсками 21-й армии он отходил на восток, до Волги, где ему довелось быть участником Сталинградской битвы, завершившейся разгромом 300-тысячной 6-й гитлеровской армии фельдмаршала Паулюса.
Осенью 1943 года гвардии майор Тимофей Артемьев, командир 198-го гвардейского стрелкового полка (68-я гвардейская стрелковая дивизия, 40-я армия, Воронежский фронт) особо отличился при форсировании Днепра.
Полк Артемьева первым в дивизии 24 сентября 1943 года форсировал реку Днепр южнее столицы Украины города Киева, захватил плацдарм в районе села Балыко-Щучинка Кагарлыкского района Киевской области. Находясь в боевых порядках полка, гвардии майор Артемьев Т. Н. лично руководил отражением 12-и ожесточённых атак врага, и, будучи ранен, не покинул поле боя.
Указом Президиума Верховного Совета СССР от 23 октября 1943 года за образцовое выполнение боевых заданий командования на фронте борьбы с немецко-фашистским захватчиками и проявленные при этом мужество и героизм гвардии майору Артемьеву Тимофею Никифоровичу присвоено звание Героя Советского Союза с вручением ордена Ленина и медали «Золотая Звезда» (№ 2006). Член ВКП(б) с ноября 1943 года.
В конце 1944 года гвардии подполковник Артемьев Т. Н. назначается командиром 179-го гвардейского стрелкового полка (59-я гвардейская стрелковая дивизия, 46-я армия, 2-й Украинский фронт). Воины-гвардейцы под его командованием громили гитлеровцев на Украине, освобождали народы Польши и Чехословакии. В апреле 1945 года тяжелые бои развернулись под Веной — столицей Австрии. Гвардейскому полку, которым командовал Т. Н. Артемьев, удалось отбить пять танковых атак. Но противник не унимался. Только после отражения шестой атаки неприятель дрогнул и стал отступать. Тогда Артемьев поднял свои подразделения и повёл их в атаку на врага. В этом бою 6 апреля 1945 года отважный командир полка погиб.

## Награды
- Медаль «Золотая Звезда» Героя Советского Союза (№ 2006)
- Орден Ленина
- Орден Красного Знамени
- Орден Суворова III степени
- Орден Отечественной войны I степени

## Семья
Супруга — Агафья, дети — Зоя, Анатолий.

## Память
|  |

По решению Военного совета 2-го Украинского фронта гроб с телом Героя Советского Союза Т. Н. Артемьева был доставлен в город Львов, ранее освобожденный советскими войсками, и с воинскими почестями захоронен на холме Славы.
На родине Героя, в городе Медвежьегорске (Карелия), установлена мемориальная доска на улице, носящей его имя. Портрет Т. Н. Артемьева, как и всех 28-и Героев Советского Союза, — сынов и дочерей Карелии, установлен в Галерее Героев Советского Союза, открытой в 1977 году в столице Карелии городе Петрозаводске в районе улиц Антикайнена и Красной.
7 марта 2019 года в Петрозаводске именем Тимофея Артемьева названа улица.